# Autostrada A57 (Włochy)
Autostrada A57 (Autostrada Obwodowa Mestre) – autostrada we Włoszech stanowiąca obwodnicę miasta Mestre położonego we włoskim regionie Wenecja Euganejska.
A57 zaczyna się wraz ze zjazdem z Autostrady A4 (Serenissima) w okolicach miasta Dolo, a kończy się wjazdem na Serenissimę w pobliżu miasta Quarto d’Altino. Łączna długość A57 wynosi około 26 kilometrów. Operatorem obwodnicy Mestre jest spółka Società delle Autostrade di Venezia e Padova.

## Historia
Autostrada A57 została oficjalnie oddana do użytku 3 września 1972 roku.